# Szeverin várkastélya
Szeverin várkastélya (horvátul: Kaštel Severin), várkastély Horvátországban, Severin na Kupi területén. 

## Fekvése
Szeverin várkastélya a Kulpa jobb partján emelkedő kisebb magaslaton áll.

## Története
Szeverin várkastélyának építési ideje nem ismert, a történeti kutatások építését a 15. századra teszik amikor ez a terület már a Frangepán család birtoka volt. Első írásos említése 1558-ban történt. A 16. században a Frangepánok és Zrínyiek a török elleni harc érdekében egyesítették erőiket és megosztották javaikat. Szeverin átmenetileg a Zrínyiek birtokába került, de 1580-ban Zrínyi György átengedte Frangepán Gáspárnak, majd Frangepán Farkas lett a birtokosa. A család egészen 1671-ig megtartotta, amikor Frangepán Ferenc Kristófot felségárulás vádjával kivégezték, javait pedig elkobozták. 1682-ben I. Lipót az Orsich családnak adta. 1776-ban Mária Terézia rendeletére létrehozták Szeverin megyét, melynek névadója és székhelye Szeverin vára volt. 1786-ban II. József a vármegye jövedelmeit kevésnek találva megszüntette és területét felosztotta. Az Orsichok 1803-ban a várkastélyt átépítették és ekkor nyerte el mai formáját. Orsich Károlytól 1823-ban Vranyczany Ambróz vásárolta meg, majd a II. világháború előtt Vladimir Arko zágrábi vállalkozó tulajdona. A kastély, az illír felvilágosodás idején, a hazafiak gyülekezőhelye volt. A háború után államosították, és bár az 1980-as években még rendbehozták állapota egyre romlik.

## A várkastély mai állapota
A várkastély valószínűleg a 15. században épült. Az Orsichok 1803-ban átépítették és ekkor nyerte el mai formáját. A várkastély egyemeletes, négyszögletes alaprajzú, déli sarkain egy-egy hengeres toronnyal. Bejárata a keleti oldalon van, melyen keresztül árkádos négyszögletes belső udvarba jutunk. Az épületet leromlott állapotú park övezi, itt áll az elhagyatott Szent Flórián kápolna. A várkastély állapota is nagyon rossz, ablakai kitörtek, belső udvarán fák nőttek és felverte a gaz, alapos felújításra szorul. Nagyszerű kilátás nyílik innen a Kulpa völgyére és az átellenben levő szlovén Riblje településre.